# Platyoides alpha
Platyoides alpha är en spindelart som beskrevs av Lawrence 1928. Platyoides alpha ingår i släktet Platyoides och familjen Trochanteriidae. Inga underarter finns listade i Catalogue of Life.